# 賴雨農
賴雨農Uno Lai（1975年5月5日－），照明設計師與光雕藝術家，曾任IALD國際燈光設計師協會(International Association Of Lighting Designers)全球董事；現任大中華區總協調人，及CLD認證照明設計師(Certificated Lighting Designer) 。十聿照明設計公司創辦人及設計總監。其代表作為台北 101建築外立面燈光，及上海外灘景觀燈光等。

## 生平
賴雨農出生於台灣，於台灣台北藝術大學畢業後，前往美國紐約攻讀帕森設計學院建築照明碩士，隨後任職於紐約的室內設計公司。亦曾擔任國際時尚雜誌ELLE全職攝影師。2005 年於紐約創立UNOLAI DESIGN，近年來將互動新媒體及創新燈具融入照明設計發展。

## 公司/經歷
2005年在美國紐約成立Unolai Lighting Design，目前在紐約，上海，臺北，和深圳設有公司。

2017年成立的UNOLAB，是個將新媒體藝術科技導入到建築照明設計的互動藝術團隊。合作對象包含台北101、新加坡濱海灣藝術節、上海虹橋藝術節、大阪藝術節、武漢天地等。

## 代表作品
| 地區           | 城市   | 作品                                             | 項目                                     |
| -------------- | ------ | ------------------------------------------------ | ---------------------------------------- |
| 臺灣           | 台北   | 台北101                                          | 建築外立面燈光                           |
| 臺灣           | 台北   | 陶朱隱園                                         | 建築外立面燈光、景觀燈光                 |
| 臺灣           | 台北   | 永紅大直英迪格酒店                               | 建築外立面燈光、景觀燈光、室內燈光       |
| 臺灣           | 台北   | 士林萬麗酒店                                     | 建築外立面燈光、景觀燈光、室內燈光       |
| 臺灣           | 台北   | 南港世界明珠                                     | 建築外立面燈光、景觀燈光、室內燈光       |
| 臺灣           | 桃園   | 中華航空總部園區大樓                             | 建築外立面燈光、景觀燈光                 |
| 臺灣           | 台中   | 台中公園                                         | 景觀燈光                                 |
| 臺灣           | 台中   | 大倉飯店                                         | 建築外立面燈光、景觀燈光、室內燈光       |
| 臺灣           | 高雄   | 愛河灣夜間光環境改造                             | 景觀燈光                                 |
| 臺灣           | 台北   | 台北1012022-2023 新年驚豔101 · 關懷世界 閃耀夢想 | 雙跨年大秀總導演                         |
| 中華人民共和國 | 上海   | 上海大戲院                                       | 建築外立面燈光、室內燈光                 |
| 中華人民共和國 | 上海   | 外灘                                             | 景觀燈光                                 |
| 中華人民共和國 | 上海   | 虹橋天地星舟                                     | 建築外立面燈光、室內燈光                 |
| 中華人民共和國 | 蘇州   | 音昱水中天                                       | 建築外立面燈光、景觀燈光、室內燈光       |
| 中華人民共和國 | 杭州   | 萬科天空之城展示中心                             | 建築外立面燈光、景觀燈光、空間新媒體裝置 |
| 中華人民共和國 | 西安   | 金地凱悅酒店                                     | 建築外立面燈光、景觀燈光、室內燈光       |
| 中華人民共和國 | 青島   | 青島上實國際啤酒城雙塔大樓                       | 建築外立面燈光、景觀燈光                 |
| 中華人民共和國 | 廈門   | 華爾道夫酒店                                     | 建築外立面燈光、室內燈光                 |
| 中華人民共和國 | 蕭山   | 希爾頓酒店                                       | 建築外立面燈光、室內燈光                 |
| 中華人民共和國 | 武漢   | 艾迪遜酒店                                       | 建築外立面燈光                           |
| 日本           | 福岡   | 凱悅酒店                                         | 室內燈光                                 |
| 日本           | 福岡   | 君悅酒店                                         | 室內燈光                                 |
| 韓國           | 首爾   | 君悅酒店宴會廳                                   | 室內燈光                                 |
| 泰國           | 曼谷   | 瑰麗酒店                                         | 室內燈光                                 |
| 馬來西亞       | 吉隆坡 | 君悅酒店                                         | 室內燈光                                 |
| 馬來西亞       | 吉隆坡 | Quill City                                       | 建築外立面燈光                           |
| 尼泊爾         | 藍毗尼 | 宗南禪寺UTBF大塔                                 | 建築外立面燈光、景觀燈光                 |
| 印度           | 孟買   | Kalyani Nagar住宅                                | 建築外立面燈光、室內燈光                 |
| 美國           | 洛杉磯 | 萬怡酒店                                         | 建築外立面燈光                           |

## 主持

### 廣播節目
- 2023年POP Radio聯播網   UnoLife光聽你說

## 獲獎
- 2019 LUX life Designer Awards- Multi-Specialty Lighting Design Experts of the Year [8]
- 2019 Lighting Design Awards- Leisure Project of the Year [9]
- 2019 亞洲照明設計師協會-非凡之光獎[10]
- 2019 美國北美照明協會-Merit Award[11]
- 2018 陳設中國-晶麒麟獎-空間光影獎[12]
- 2018 國際照明設計師協會-全球優秀獎[13]

## 著作
[The Poetic of light, 尋味。光與影]，2009 年出版

[Design, Have to go. 設計非去不可]，聯合著作，2008 年出版

## 外部連結
- UNOLAI DESIGN （页面存档备份，存于）